# Ramón Sandoval
Ramón Sandoval, född 23 september 1931, är en friidrottare från Chile. Han deltog vid olympiska sommarspelen 1956.